# Arrondissement de Brest
L'arrondissement de Brest est un arrondissement français situé dans le département du Finistère et la Bretagne.

## Composition

### Avant 2015

Délimitation avant 2016.

L'arrondissement de Brest comprend les cantons suivants (découpage d'avant 2015) :
- canton de Brest-Bellevue ;
- canton de Brest-Cavale-Blanche-Bohars-Guilers ;
- canton de Brest-Centre ;
- canton de Brest-Kerichen ;
- canton de Brest-L'Hermitage-Gouesnou ;
- canton de Brest-Lambézellec ;
- canton de Brest-Plouzané ;
- canton de Brest-Recouvrance ;
- canton de Brest-Saint-Marc ;
- canton de Brest-Saint-Pierre ;
- canton de Daoulas ;
- canton de Guipavas ;
- canton de Landerneau ;
- canton de Lannilis ;
- canton de Lesneven ;
- canton d'Ouessant ;
- canton de Plabennec ;
- canton de Ploudalmézeau ;
- canton de Ploudiry ;
- canton de Saint-Renan.

### Découpage communal depuis 2015
Depuis 2015, le nombre de communes des arrondissements varie chaque année soit du fait du redécoupage cantonal de 2014 qui a conduit à l'ajustement de périmètres de certains arrondissements, soit à la suite de la création de communes nouvelles. Le nombre de communes de l'arrondissement de Brest est ainsi de 80 en 2015, 80 en 2016 et 77 en 2017. La composition de l'arrondissement est modifiée par l'arrêté du 1er décembre 2016 entrant en vigueur le 1er janvier 2017.
Au 1er janvier 2024, l'arrondissement groupe les 77 communes suivantes :
1. Bohars
2. Bourg-Blanc
3. Brélès
4. Brest
5. Coat-Méal
6. Le Conquet
7. Daoulas
8. Dirinon
9. Le Drennec
10. Le Folgoët
11. La Forest-Landerneau
12. Gouesnou
13. Goulven
14. Guilers
15. Guipavas
16. Guissény
17. Hanvec
18. Hôpital-Camfrout
19. Île-Molène
20. Irvillac
21. Kerlouan
22. Kernilis
23. Kernouës
24. Kersaint-Plabennec
25. Lampaul-Plouarzel
26. Lampaul-Ploudalmézeau
27. Lanarvily
28. Landéda
29. Landerneau
30. Landunvez
31. Lanildut
32. Lanneuffret
33. Lannilis
34. Lanrivoaré
35. Lesneven
36. Loc-Brévalaire
37. Locmaria-Plouzané
38. Logonna-Daoulas
39. Loperhet
40. La Martyre
41. Milizac-Guipronvel
42. Ouessant
43. Pencran
44. Plabennec
45. Plouarzel
46. Ploudalmézeau
47. Ploudaniel
48. Ploudiry
49. Plouédern
50. Plougastel-Daoulas
51. Plougonvelin
52. Plouguerneau
53. Plouguin
54. Plouider
55. Ploumoguer
56. Plounéour-Brignogan-plages
57. Plourin
58. Plouvien
59. Plouzané
60. Porspoder
61. Le Relecq-Kerhuon
62. La Roche-Maurice
63. Saint-Divy
64. Saint-Eloy
65. Saint-Frégant
66. Saint-Méen
67. Saint-Pabu
68. Saint-Renan
69. Saint-Thonan
70. Saint-Urbain
71. Trébabu
72. Tréflévénez
73. Trégarantec
74. Tréglonou
75. Le Tréhou
76. Trémaouézan
77. Tréouergat

## Démographie
En 2022, l'arrondissement comptait 383 790 habitants.
| 1968    | 1975    | 1982    | 1990    | 1999    | 2006    | 2011    | 2016    | 2021    |
| ------- | ------- | ------- | ------- | ------- | ------- | ------- | ------- | ------- |
| 289 730 | 318 512 | 332 670 | 342 050 | 353 541 | 361 877 | 367 910 | 374 276 | 381 226 |

| 2022    | - | - | - | - | - | - | - | - |
| ------- | - | - | - | - | - | - | - | - |
| 383 790 | - | - | - | - | - | - | - | - |

## Administration

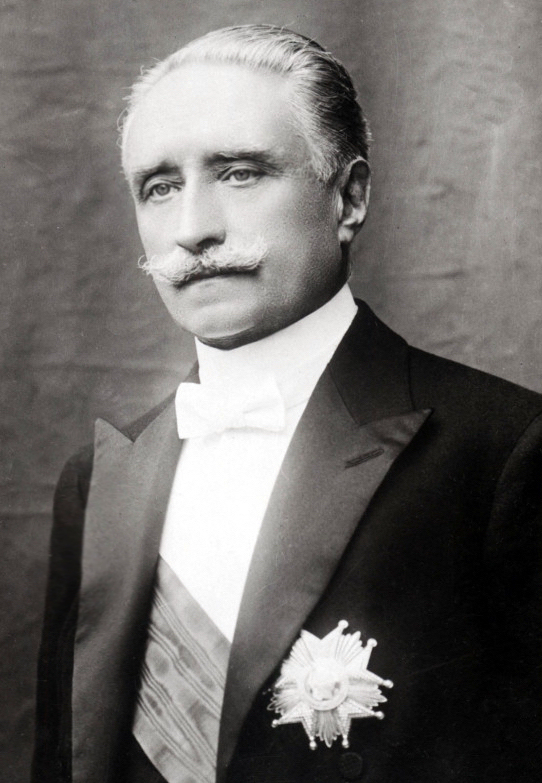
Paul Deschanel, sous-préfet de l’arrondissement de Brest de 1879 à 1881, élu président de la République en 1920.

| Période           | Période          | Identité              | Fonction précédente                                                 | Observation                                                                    |
| ----------------- | ---------------- | --------------------- | ------------------------------------------------------------------- | ------------------------------------------------------------------------------ |
|                   |                  |                       |                                                                     |                                                                                |
| 12 novembre 1865  | 20 avril 1868    | Jean Mila de Cabarieu | Secrétaire général de la préfecture de la Meurthe                   | Nommé préfet des Hautes-Pyrénées                                               |
|                   |                  |                       |                                                                     |                                                                                |
| 30 décembre 1877  | 2 décembre 1879  | Léon de montluc       |                                                                     | Nommé préfet du Morbihan                                                       |
| 3 décembre 1879   | 30 mars 1881     | Paul Deschanel        | Secrétaire général de la préfecture de Seine-et-Marne               | Nommé sous-préfet de Meaux Élu président de la République en 1920              |
| 30 mars 1881      | 5 octobre 1884   | Henri Lozé            | Sous-préfet de Béthune                                              | Nommé préfet du Cantal                                                         |
| 5 octobre 1884    | 11 novembre 1886 | André Lauranceau      | Sous-préfet d'Avranches                                             | Nommé préfet de l'Indre                                                        |
| 14 novembre 1886  | 4 août 1888      | Jean Arnaud           | Sous-préfet de Castres                                              | Nommé préfet des Hautes-Alpes                                                  |
| 4 août 1888       | 12 février 1890  | Pierre Louvel         |                                                                     | Nommé préfet de la Vendée                                                      |
| 12 février 1890   | 18 mars 1895     | Gustave Cothereau     | Secrétaire général de la préfecture de la Loire-Inférieure.         | Remplacé                                                                       |
| 18 mars 1895      | 13 octobre 1896  | Paul Cathala          | Sous-préfet de Morlaix                                              | Nommé sous-préfet du Havre                                                     |
| 13 octobre 1896   | 23 juillet 1898  | Henri Ramondou        | Secrétaire général de la préfecture de l'Eure                       | Nommé sous-préfet de Vienne                                                    |
| 19 juillet 1898   | 28 juillet 1903  | Claude Verne          | Sous-préfet de Valenciennes                                         | Nommé préfet de la Drôme                                                       |
| 7 septembre 1903  | 30 juin 1906     | Joseph Tourel         | Sous-préfet de Villefranche-de-Rouergue                             | Devient percepteur                                                             |
| 30 juin 1906      | 3 octobre 1910   | Louis Fontanès        | Secrétaire général de la préfecture de Maine-et-Loire               | Nommé sous-préfet de Saumur                                                    |
| 3 octobre 1910    | 25 février 1911  | Louis Grimaud         | Sous-préfet d'Aix-en-Provence                                       | Nommé sous-préfet de Riom                                                      |
| 22 mars 1911      | 27 mars 1915     | Charles Julien-Sauve  | Sous-préfet de Doullens                                             | Nommé secrétaire général de la préfecture de la Gironde                        |
| 27 mars 1915      | 17 février 1920  | Édouard Brisard       | Sous-préfet de Mantes                                               | Nommé sous-préfet de Pontoise                                                  |
| 17 février 1920   | 20 février 1921  | Léon Billecard        | Mobilisé                                                            | Nommé secrétaire général de la préfecture de la Gironde                        |
| 20 février 1921   | 29 mai 1926      | Paul Vacquier         | Secrétaire général de la préfecture de la Gironde                   | Nommé préfet du Territoire de Belfort                                          |
| 26 mai 1926       | 9 août 1929      | Noël Pontana          | Secrétaire général de la préfecture d'Oran (1923-1925)              | Retraite                                                                       |
| 9 août 1929       | 28 novembre 1931 | Paul Burnouf          | Secrétaire général, rattaché à la préfecture de l'Orne              | Nommé préfet de la Lozère                                                      |
|                   |                  |                       |                                                                     |                                                                                |
| 6 juin 1939       | 26 mai 1941      | Jean Servain          | Sous-préfet de Morlaix                                              | Nommé président du conseil de préfecture interdépartemental de Nantes          |
| 26 mars 1941      | 18 décembre 1941 | Jean Giraud           | Sous-préfet de Verdun                                               | Nommé secrétaire général de la préfecture de la Haute-Garonne                  |
|                   |                  |                       |                                                                     |                                                                                |
| 4 novembre 1963   | 6 septembre 1967 | Pierre Beziau         | Secrétaire général de la préfecture de Seine-Maritime               | Nommé préfet de la Meuse                                                       |
|                   |                  |                       |                                                                     |                                                                                |
|                   | 14 juin 1973     | Alain Gerolami        |                                                                     | Nommé préfet de la Mayenne                                                     |
|                   | 25 avril 1977    | Bernard Landouzy      |                                                                     | Nommé préfet de la Réunion                                                     |
|                   |                  |                       |                                                                     |                                                                                |
|                   | 11 décembre 1992 | Paul Roncière         |                                                                     | Nommé préfet de la Haute-Saône                                                 |
| 4 janvier 1993    | 23 novembre 1995 | Bernard Fragneau      | Secrétaire général pour l’administration de la police de Versailles | Nommé préfet délégué pour la défense et la sécurité du préfet de la Gironde    |
| 12 février 1996   |                  | Pierre Pouessel       | Sous-préfet de Palaiseau                                            |                                                                                |
| 18 février 1998   | 10 octobre 2002  | Claude Valleix        | Sous-préfet de Pointe-à-Pitre                                       | Nommé préfet de la collectivité territoriale de Saint-Pierre-et-Miquelon       |
| 13 novembre 2002  | 4 avril 2005     | Roland Meyer          | Secrétaire général de la préfecture de la Côte-d'Or                 | Nommé sous-préfet de Palaiseau                                                 |
| 4 avril 2005      | 28 juillet 2008  | Philippe Paolantoni   | Administrateur civil                                                | Nommé administrateur supérieur de Wallis-et-Futuna                             |
| 11 septembre 2008 | 14 novembre 2012 | Jean-Pierre Condemine | Secrétaire général de la préfecture de l'Hérault                    | Nommé sous-préfet de Mulhouse                                                  |
| 14 novembre 2012  | 4 décembre 2013  | Béatrice Lagarde      | Sous-préfète de Mulhouse                                            | Nommée préfète déléguée pour la défense et la sécurité du préfet de la Gironde |
| 31 janvier 2014   | 17 décembre 2015 | Bernard Guerin        | Sous-préfet de Pointe-à-Pitre                                       | Nommé préfet des Alpes-de-Haute-Provence                                       |
| 22 janvier 2016   |                  | Ivan Bouchet          | Sous-préfet de L'Haÿ-les-Roses                                      |                                                                                |